# Eibert Meester
Eibert Meester (Zwolle, 1 mei 1919 - Deventer, 27 april 1999) was een Nederlands politicus. Hij was internationaal secretaris van de PvdA. Hij was tussen 1963 en 1971 en tussen 1971 en 1976 voor de PvdA lid van de Eerste Kamer der Staten-Generaal.

## Biografie
Meester was partijsecretaris van de PvdA in de jaren zestig. In 1966 werd hij zelfs genoemd als een van de lijsttrekkers van de PvdA. Afkomstig uit een 'rood nest', zoon van een postbesteller uit Zwolle en zelf instrumentmaker. Hij was actief in de jongerenorganisaties van SDAP en PvdA en lid van de gemeenteraden van Amsterdam en Leiden. Hij hield zich als Eerste Kamerlid vooral bezig met verkeer en waterstaat. Als partijsecretaris riep hij in 1966 op 1 mei - na teleurstellende Statenverkiezingen in maart - zijn partij op 'links-af' te gaan.
Nadat in april 1976 was onthuld dat hij ten onrechte een uitkering van de Stichting 1940-1945 had genoten op grond van, naar achteraf bleek, verzonnen verzetsdaden, verliet hij de Senaat.
Jan Bastiaans behandelde Eibert Meester voor diens klachten over een oorlogspsychose of neurose. Dat leidde tot een schandaal omdat Meester loog. Als patiënt vertelde hij over een verzetsverleden en Bastiaans had niet door dat zijn patiënt die ervaringen en gebeurtenissen verzon. Bastiaans publiceerde in 1975 een boek over deze patiënt, onder het pseudoniem Willem van Salland, diens verzetswerk, de gruwelijke gevangenschap in Duitsland, de neurosen en de succesvolle therapie. Na publicatie zocht de ex-echtgenote van Meester de openbaarheid met de mededeling dat Meester nooit in het verzet had gezeten en nooit gevangene in Duitsland was geweest.
- Biografisch Portaal: 22465369
- International Standard Name Identifier: 0000 0003 9372 1239
- Nederlandse Thesaurus van Auteursnamen: 072390395
- Parlement.com: vg09ll38u1yl
- Virtual International Authority File: 288088080
- WorldCat: E39PBJtcJKHrxHRyg9CChPX8G3